# Кастелмаса
 За други населени места Маса вижте Маса (пояснение).  
Кастелма̀са (на италиански: Castelmassa, на местен диалект la Màsa, ла Маса) е малко градче и община в Северна Италия, провинция Ровиго, регион Венето. Разположено е на 12 m надморска височина. Населението на общината е 4315 души (към 2012 г.).